# 1943 Anteros
1943 Anteros è un asteroide near-Earth del diametro medio di circa 2,3 km. Scoperto nel 1973, presenta un'orbita caratterizzata da un semiasse maggiore pari a 1,4302713 UA e da un'eccentricità di 0,2559113, inclinata di 8,70470° rispetto all'eclittica.